# 生化危機3 最終逃脫
《生化危機3 最終逃脫》（根據英文版標題又譯作「生化危机3：复仇女神」）是卡普空公司生化危機系列的第三集的本篇遊戲，最先於PlayStation上發售，其後被移植到DreamCast、PC（Windows）及任天堂GameCube上。本作的故事被荷里活電影《生化危機2：啟示錄》作為故事藍本。中国大陆由育碧中国代理发行PC中文版；台灣由第三波資訊代理發售PC中文版。
本游戏的重制版本在2020年4月3日在PlayStation 4、Xbox One和Windows上发行。

## 玩法
玩家操作本作的主角吉兒·范倫廷，在危機四伏的拉昆市，一路上一邊對付四處出沒的怪物，一邊進行事件調查，排除機關並尋找出路，在其他劇情橋段，亦可以操作其他人物來繼續推進劇情。

### 緊急迴避系統
緊急迴避系統是本作的新元素，當敵人作出攻擊的瞬間一刻按動拔槍鍵便會作出緊急迴避動作，避免受到攻擊。

### 彈藥組合
本作的彈藥可透過物品組合組成出來，可組成除火箭炮、重機槍、輕機槍之外的所有類型子彈，而且組合次數會累積經驗，合成的子彈會越多，能合成強化手槍子彈及強化霰彈。

### 傭兵模式
傭兵模式（The Mercenaries）是本作備受讚賞的新元素。玩家需要在限定時間內到達終點，殺死敵人可以延長時間，救助倖存者則能獲得補給。任務完成後玩家會獲得金錢，購買用在故事模式中的獎勵物品，如額外武器、無限彈藥等。

### 換裝
本作繼承《生化危機2》的換裝，以S級通關一次後，重啟遊戲並可在道具箱中可得到一把服裝店的鑰匙，之後便可打開上鎖的服裝店以及各個服裝間，更換各種服裝，其中一個是恐龍危機的女主角蕾吉娜造型。此鑰匙在PC版中不適用，PC版可在遊戲開始前，直接選擇服裝。而鑰匙在遊戲中只能打開服裝店門，不能打開各個服裝間。

## 劇情
本作的前半部份與《生化危機2》重疊，女主角吉兒·范倫廷（Jill Valentine）於《生化危機》的洋館事件後，一直調查有關保護傘公司的地下業務。當時美國聯邦政府決定以核彈徹底毀滅浣熊市，於是吉兒展開她的逃亡之旅。在逃亡期間，她受到保護傘公司歐洲分部派來浣熊市的生物武器追跡者（Nemesis）追殺，並且遇上了隸屬於保護傘生物災害對策部隊（Umbrella Biohazard Countermeasure Service，簡稱UBCS）的男主角卡洛斯·奧利維拉（Carlos Oliveira），以及UBCS成員米海爾·維克多（Mikhail Victor）、尼可來·吉諾比耶夫（Nicholai Ginovaef）。吉兒及卡洛斯逃至市政府時，吉兒不幸受到追跡者攻擊而感染了T病毒，於是卡洛斯便到Umbrella公司旗下的附屬醫院尋找解藥。
本作的後半部份發生於《生化危機2》之後，吉兒已經康復過來，於是繼續出發逃命。此時美國聯邦政府已經準備發射導彈實施「滅菌作戰計畫」，吉兒需要在15分鐘內離開浣熊市。最後，在垃圾處理場成功擊倒追跡者，並且與卡洛斯乘坐直升機離開（直升機駕駛為《生化危機》中的巴瑞·巴頓（Barry Burton））。

### 登場人物
| 主角                        | 其他角色 |
| --------------------------- | --- |
| 吉兒·范倫廷 Carlos Oliveira | Barry Burton Brad Vickers Dario Rosso Lucia Rosso Marvin Branagh Mikhail Victor Murphy Seeker Nicholai Ginovaef Tyrell Patrick 追跡者 |

## 外部連結
- 生化危機系列官方網站 （页面存档备份，存于）
- 生化危機3: 復仇女神(PlayStation版)官方網站 （页面存档备份，存于）
- 生化危機3: 復仇女神(Dreamcast版)官方網站 （页面存档备份，存于）
- 生化危機3: 復仇女神(GameCube版)官方網站（页面存档备份，存于）